# Egoïsme
Egoïsme (uit het Latijn en Grieks: ego, εγω, ik), ook wel ikzucht of zelfzucht, is een menselijke eigenschap waarbij iemand streeft naar eigen voordeel en geluk met verwaarlozing van de belangen en het geluk van anderen.
Egoïsme mag niet verward worden met egocentriciteit, dat de neiging aanduidt om alles op zichzelf te betrekken.
Volgens verschillende sofisten, de cynici en Cyrenaeici, en ook Epicurus en zijn school, is het egoïsme de grondslag van alle streving. Augustinus beschouwde het egoïsme als het grondbeginsel van de aardse staat. Volgens Kant daarentegen is het egoïsme het alle echte moraliteit ondermijnende Radikal-Böse in de mens.
Er zijn twee soorten egoïsme.
- Egoïsme in morele zin
Dit is egoïsme waarbij een persoon meer aan zijn eigen bevrediging denkt dan aan de bevrediging van anderen. Dit wordt algemeen als een negatieve eigenschap beschouwd.
- Egoïsme in andere zin
Dit is het zorgen voor het eigen welzijn. Dit soort egoïsme heeft over het algemeen geen negatieve connotatie, omdat het een vanzelfsprekende zaak is dat organismen op hun eigen welzijn letten.

## Oorzaken
Er zijn verschillende oorzaken waardoor iemand buitensporig egoïstisch in morele zin kan zijn.
- De persoon heeft in zijn jeugd te veel aandacht gehad en denkt dus dat hij/zij alles kan en mag. Daardoor is de persoon zich niet erg bewust van het feit dat anderen misschien ook wel gebruik van iets zouden willen maken. Het doet hem/haar niets als hij hierop wordt gewezen.
- De persoon heeft in zijn/haar jeugd te weinig aandacht gehad. Hierdoor schreeuwt de persoon meer om aandacht en wil bovendien zo weinig mogelijk delen.
- Ook kunnen zogenaamde gedragsstoornissen, zoals psychopathie, bijdragen tot egoïsme.

## Tegenovergestelde van egoïsme
Auguste Comte (1798–1857) stelde naast en tegenover het egoïsme het altruïsme als een oorspronkelijke drijfveer in de mens. De christelijke ethiek ziet de oplossing van het probleem hoe onbaatzuchtige liefde mogelijk is, in de scheppende liefde van God, die gericht is op een toestand waarin Hij alles in allen is (1 Kor. 15:28).